# Chiesa di San Leonardo (Procida)
La chiesa parrocchiale di San Leonardo è  un edificio religioso situato in via Vittorio Emanuele 47 a Procida.

## Culto a san Leonardo
san Leonardo di Noblat o d’Orleans, liberatore degli schiavi (ma anche protettore delle partorienti, dei naufraghi e dei prigionieri) era già conosciuto a Procida nel Cinquecento (probabilmente furono i Benedettini giunti sull’isola dalla vicina Napoli, e più precisamente dall’isolotto di Megaride, a divulgarne il culto). In principio, a devozione del santo fu eretta una cappella sulla via del Canale poco distante dal porto; solo nel Settecento fu costruita l’attuale chiesa articolata su una gradinata che la innalza dal livello stradale.
Il culto (e la devozione) a san Leonardo crebbe allorché nel 1854, per sua intercessione, l’isola di Procida fu liberata da una devastante epide-epidemia di colera. "20 agosto 1854" – recitano così le cronache dell’epoca- "I procidani accorsi all’alba tre giorni or sono, nella chiesa di San Leonardo per invocare l’aiuto divino sull’isola, colpita dall’inesorabile morbo del colera, supplicano il  Santo. Ed ecco, lo straordinario prodigio si compie…"
Tutto il borgo (grancìa) ogni anno, in prossimità di questa data, rinnova, con celebrazioni e festeggiamenti, il miracolo del santo.

## Storia

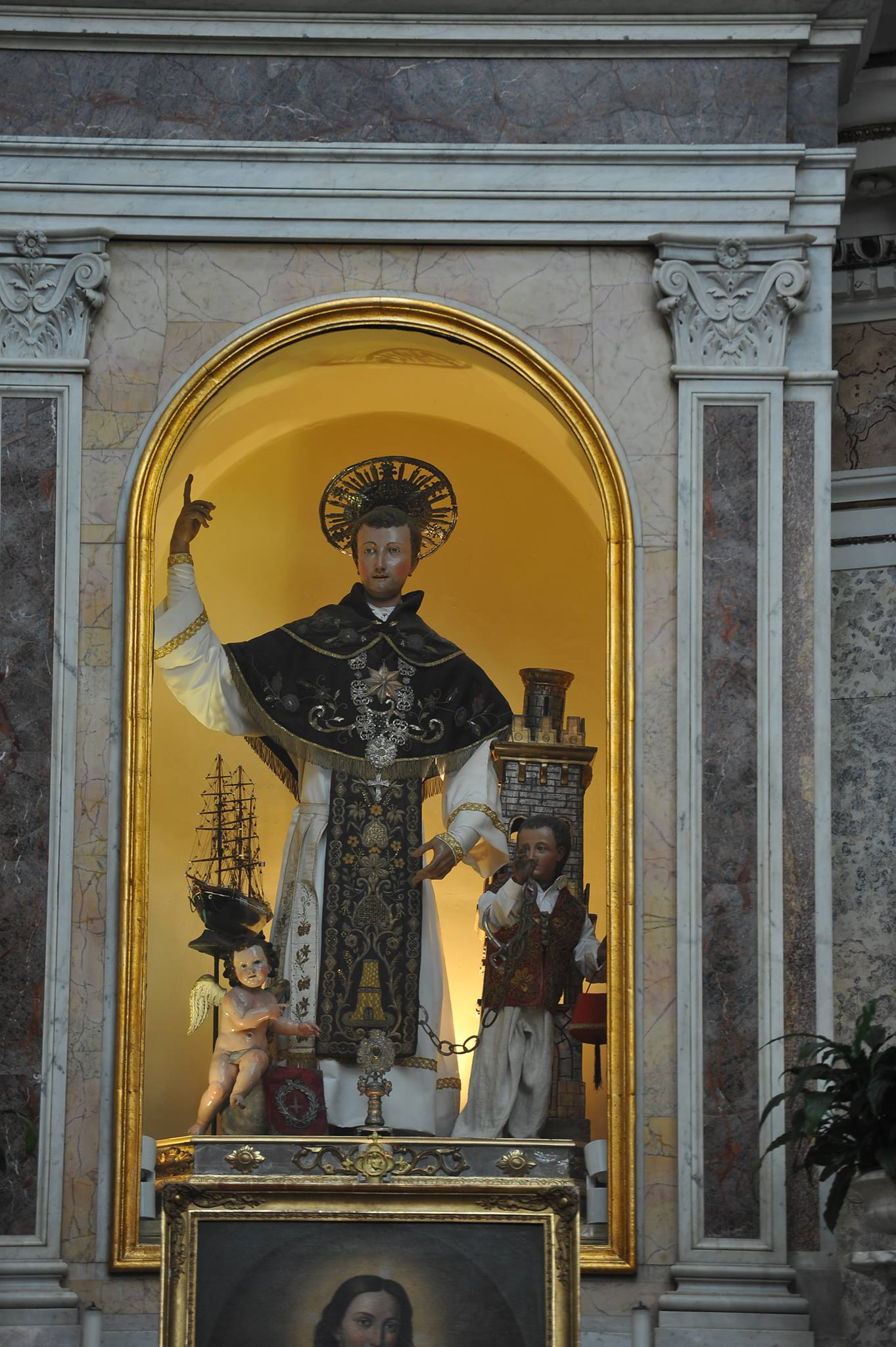
La statua di san Leonardo

Sull’esempio dei pescatori di Chiaia, prima del 1600, a Procida fu eretta una piccola cappella dedicata a san Leonardo, allocata dove ora c’è la farmacia. Anche a Procida nel nome di san Leonardo venivano raccolte somme di danaro per essere poi utilizzate per riscattare i marinai ed i procidani fatti prigionieri e ridotti in schiavitù da parte della pirateria nordafricana.L’ultima liberazione di un procidano ridotto allo stato di schiavitù avvenne intorno al 1850, come fa fede la catena ex-voto di argento della statua. Agli inizi del XVIII secolo, la piccola cappella fu dimessa: il locale fu soppalcato; la parte sottostante divenne un magazzino, mentre la parte sovrastante fu utilizzata quale sacrestia dell’iniziale chiesa, sopraelevata rispetto al livello stradale, a cui si accede per mezzo di una gradinata.
Dopo lunghe vicissitudini, nel 1742, la chiesa di San Leonardo divenne grancia o chiesa succursale dell’abbazia. I diversi interventi nel tempo la trasformarono in una chiesa a croce latina con un presbiterio articolato su un’abside centrale coperta a semicupola e due laterali di minori dimensioni ma dalle stesse caratteristiche. Il tutto sostiene una cupola di stile neogotico. Una lunga volta a botte copre la chiesa. Gli interni sono finemente decorati con stucchi ed ori. Inizialmente aveva quattro nicchie incastrate nelle mura e cinque altari, oltre all’altare maggiore.
Più documentati, invece, risultano gli interventi ottocenteschi che, in seguito alla cessata epidemia di colera (miracolo di san Leonardo, 1854), raddoppiarono l’invaso settecentesco configurando l’attuale pianta a croce latina, l’innesto dell’elegante cupola ogivale, la decorazione dell’interno e la realizzazione della nuova sacrestia. Nel 1882 fu realizzato dal collettore don Antonio Massa, in marmo di Carrara, l’altare maggiore e la balaustra; nel 1886, invece, fu rifatta la facciata, decorata ai lati da lesene corinzie sormontate da un frontone triangolare. Al 1889 risale il campanile in tufo a vista e a pianta ottagonale, articolato sulla sacrestia. Infine, soltanto molti anni dopo (anni ’40) fu aggiunta la cappella della Madonna del Rosario (o di Pompei).
Nella chiesa erano posti anche due pulpiti: il maggiore di marmo, ancora esistente, ed uno più piccolo in legno. Nel 1925 la chiesa di San Leonardo divenne parrocchia. Ad opera del parroco don Francesco Costagliola, intorno al 1940, la chiesa subì un nuovo ampliamento con la costruzione di una cappella dedicata al culto della Madonna di Pompei.

## La chiesa
All’interno della cappella si trova il fonte battesimale: una vasca marmorea risalente al XVI secolo. Sull’altare maggiore è posta una statua lignea di San Leonardo (di cui si ignorano sia l’autore che l’epoca), accanto alla quale sono deposti i simboli dell’antica protezione: un veliero, una torre e un fanciullo di colore (lo “schiavetto”) con le catene spezzate. Sul maniglione della catena di argento (ex-voto) è impresso un nome e una data, 1850, a indicare l’ultima liberazione di un procidano.
A sinistra della statua di San Leonardo, l’abside dedicato al Cuore di Gesù; a destra, l’abside del Cuore di Maria. Sempre sul lato destro, lungo il corridoio, dopo la cappella della Madonna del Rosario (o di Pompei), altri due santi della tradizione napoletana: Alfonso Maria de' Liguori (conosciuto a Procida soprattutto per aver fondato nel 1732, nell’abbazia di San Michele Arcangelo, la cappella che porta il suo nome) e san Ciro, insigne teologo dottore della Chiesa. In basso, sotto l’altare di San Ciro, c’è la statua di San Tarcisio, il fanciullo martire, mentre subito dopo è collocata la statua di santa Rita da Cascia.
Sul lato destro, accanto alla porta d’ingresso, in alto, l’immagine del  beato Bartolo Longo. Fu lui a far erigere nella valle di Pompei, nel 1876, una nuova chiesa dedicata alla Madonna del Rosario, divenuta poi santuario di Pompei. Lungo il corridoio del lato sinistro, accanto al pulpito in marmo policromo, è situata la statua di santa Maria Francesca delle cinque piaghe, la santa dei Quartieri Spagnoli (Napoli). Accanto ad essa, san Giuda Taddeo apostolo, nella cui nicchia, in una piccola teca, sono custodite le ossa di san Teodoro martire. A fianco, la statua dell’Addolorata, magnifica e dolente nel suo abito nero settecentesco tutto ricamato in oro, con le mani intrecciate. L’ultima nicchia è quella di "san Gioacchino e la Madonna bambina" Infine, nell’angolo posto di fronte all’ingresso della sacrestia, il mezzobusto dell’Ecce Homo.
Dal 1966 la sede della Confraternita dell’Addolorata (detta dei Rossi per via del colore della mantellina indossata dai confratelli) è la chiesa di San Leonardo.